# Emil Winkler
Emil Winkler (Torgau, 18 de abril de 1835 — Berlim, 27 de agosto de 1888) foi um engenheiro civil alemão.
Envolveu-se na construção de pontes, túneis, teoria da elasticidade e análise estrutural, bem acomo análise experimental de tensões.
Estudou em Dresden, com doutorado pela Universidade de Leipzig. Deu cursos na Universidade Técnica de Dresden. Após trabalhou em Praga (1865), Viena (1868), onde foi professor. Em 1870 mudou-se para a Academia de Arquitetura de Berlim.
Ao nome Winkler está associada a fundação de Winkler, um modelo matemático para a determinação das tensões em fundações estruturais, originalmente desenvolvido para o estudo de fundações de estradas de ferro.

## Publicações
- Die Lehre von Elasticität und Festigkeit. Praga: Verlag H. Dominicus, 1867
- Vorträge über Eisenbahnbau gehalten am königlich-Böhmischen polytechnischen Landesinstitut in Prag. Praga:  Verlag H. Dominicus, 1869
- Neue Theorie des Erddruckes nebst einer Geschichte der Theorie des Erddruckes und der hierüber angestellten VersucheViena, 143 páginas, 1872